# Winfried Zillig
Winfried Petrus Ignatius Zillig (1. dubna 1905 Würzburg – 18. prosince 1963 Hamburk) byl německý dirigent, hudební skladatel a muzikolog.

## Život
Winfried Zillig byl synem učitele ve Würzburgu. Po absolvování gymnázia studoval práva na Julius-Maximilians-Universität a hudbu na Hochschule für Musik ve Würzburgu. Jedním z jeho učitelů byl skladatel Hermann Zilcher. Ve studiu hudby pokračoval ve Vídni u Arnolda Schoenberga. Schoenberga pak následoval do Berlína. Z té doby pocházejí jeho první skladby.
V roce 1927 se stal asistentem Erich Kleibera v berlínské Státní opeře. Krátce nato působil jako korepetitor ve Státním divadle v Oldenburgu. V letech 1932 až 1937 byl korepetitorem a dirigentem opery v Düsseldorfu. Po krátkém působení v Essenu, byl v letech 1939–1943 šéfdirigentem opery v Poznani. Poté byl v rámci armády převelen do Berlína a stal se součástí péče o zábavu pro vojáky.
Po skončení 2. světové války se stal šéfdirigentem opery v Düsseldorfu. V letech 1947–1951 působil jako dirigent Hesenského rozhlasového symfonického orchestru. Po roce 1959 vedl hudební oddělení Severoněmeckého rozhlasu. Zemřel v Hamburku v roce 1963.

## Dílo (výběr)
Winfried Zillig byl velmi plodný skladatel. Komponoval opery, oratoria, pašije, chrámovou hudbu, serenády, komorní, scénickou i filmovou hudbu. Na žádost vdovy po Arnoldu Schoenbergovi dokončil jeho oratorium Die Jakobsleiter (Jákobův žebřík). Kromě toho byl znám jako hudební teoretik zejména ve vztahu ke dvanáctitónové hudbě.

### Opery
- Rosse (Der Roßknecht) op. 14 (libreto Richard Billinger, 1933 Düsseldorf)
- Das Opfer (libreto Reinhard Goering, 1937 Hamburk)
- Die Windsbraut (libreto Richard Billinger, 1941 Leipzig)
- Troilus und Cressida op. 34 (libreto skladatel podle Shakespeara, 1951 Düsseldorf)
- Die Verlobung in San Domingo op. 41 (libreto autor podle Heinricha von Kleista
- Bauernpassion op. 39 (televizní opera podle Richarda Billingera, 1955 Rundfunk München)

### Orchestrální skladby
- Osterkonzert
- Tanzsymphonie
- Lustspielsuite
- Konzert für Violoncello und Blasorchester (1934, revize 1952)

### Písně a sbory
- Der Einsiedler
- Chorfantasie über ein Fragment von Hölderlin
- Lieder des Herbstes
- Salve regina

### Scénická hudba
- Sen noci svatojánské (William Shakespeare, 1938 Essen)
- Bouře (William Shakespeare, 1942 Posen)
- Hra snů op. 8 (August Strindberg: Ett drömspel, 1929 Oldenburg)

### Filmová hudba
- 1934: Der Schimmelreiter
- 1942: Violanta
- 1944: Sommernächte
- 1950: König für eine Nacht
- 1955: Um Thron und Liebe
- 1956: Wo der Wildbach rauscht
- 1957: Jonas
- 1958: Traumstraße der Welt
- 1960: Bilderbuch Gottes
- 1961: Traumstraße der Welt – 2. Teil
- 1968: Panamericana – Traumstraße der Welt

### Muzikologické spisy
- Aufsatz über die Zwölftonmethode
- Schönbergs „Aron und Moses“
- Schönbergs „Jakobsleiter“
- Von Wagner bis Strauss - Wegbereiter der Neuen Musik, Nymphenburger Verlag, München 1966